# Palmas Arborea
Palmas Arborea (sardinski: Pràmmas) je grad i općina (comune) u pokrajini Oristanu u regiji Sardiniji, Italija. Nalazi se na nadmorskoj visini od 4 metra i ima 1 514 stanovnika.
 Prostire se na 39,33 km². Gustoća naseljenosti je 38 st/km².
Susjedne općine su: Ales, Oristano, Pau, Santa Giusta, Villa Verde i Villaurbana.